# ナンベイタガメ
Lethocerus annulipesは、半翅目コオイムシ科タガメ亜科タイワンタガメ属に属する水生昆虫の一種である。

## 形態
体長は日本産タガメより少し大きい。

## 分布
南米大陸東側に生息する。